# Émile Reynaud
Charles-Émile Reynaud (Montreuil, Seine-Saint-Denis, 8 de dezembro de 1844 – Ivry-sur-Seine, 9 de janeiro de 1918) foi um inventor francês, responsável pela invenção do praxinoscópio (um dispositivo de animação patenteado em 1877, que aperfeiçoou o zootrópio) e foi responsável pelos primeiros filmes de animação projetados. As suas Pantomimes Lumineuses estrearam em 28 de outubro de 1892 em Paris. O seu sistema de filme Théâtre Optique, patenteado em 1888, também é notável por ser o primeiro exemplo conhecido de utilização de perfurações em filme. As suas apresentações ocorreram antes da primeira exibição pública paga do cinematógrafo de Auguste e Louis Lumière a 26 de dezembro de 1895, frequentemente considerada o nascimento do cinema.